# Festes de Sant Froilà de Lugo
Les festes de Sant Froilà (en gallec: festas de San Froilán) se celebren a la ciutat de Lugo entre el 4 i el 12 d'octubre. Giren al voltant del 5 d'octubre, dia en què el santoral catòlic commemora el dia de Sant Froilà.
Se celebren des de 1754 i van ser declarades d'Interès Turístic Nacional pel Ministeri d'Indústria i Turisme l'any 2006. En l'actualitat són organitzades exclusivament per l'Ajuntament de Lugo.
El major reclam de les festes són les casetes del camp de la fira on es prepara el tradicional pop á feira. Les jornades principals de les festes són la del patró (5 d'octubre) i el diumenge següent, anomenat Domingo das Mozas. Tradicionalment, els principals esdeveniments consistien en revetlles, actuacions teatrals i de ninots i competicions esportives. Avui en dia, a aquestes activitats, s'hi afegeixen moltes d'altres, com concerts, fires d'artesania... El que continua sent obligat és fer una visita a les barracas o atraccions de fira.